# Mirollia hexapinna
Mirollia hexapinna är en insektsart som beskrevs av Sigfrid Ingrisch 1998. Mirollia hexapinna ingår i släktet Mirollia och familjen vårtbitare. Inga underarter finns listade i Catalogue of Life.